# Максимівка (Калуський район)
Макси́мівка — село в Вигодській громаді Калуського району Івано-Франківської області України.
У 1648 році жителі села брали активну участь у народному повстанні, за що їх очікувала кривава розправа після відходу Хмельницького.
У 1939 році в селі проживало 490 мешканців (380 українців, 30 поляків, 20 євреїв і 60 німців).

## Населення

### Мова
Розподіл населення за рідною мовою за даними перепису 2001 року:
| Мова       | Кількість | Відсоток |
| ---------- | --------- | -------- |
| українська | 593       | 99.5%    |
| російська  | 3         | 0.5%     |
| Усього     | 596       | 100%     |

## Відомі люди
- Болеслав Венява-Длугошовський — польський генерал, дипломат, політик та поет;

- Іван Федорич — командир сотні УПА «Опришки», лицар Бронзового хреста бойової заслуги УПА.